# Acampe joiceyana
Acampe joiceyana är en orkidéart som först beskrevs av Johannes Jacobus Smith och som fick sitt nu gällande namn av Gunnar Seidenfaden.
Acampe joiceyana ingår i släktet Acampe och familjen orkidéer. Inga underarter finns listade i Catalogue of Life.